# Parafuso

Tipos de cabeças de parafuso: (a) Fenda, (b) Chave Phillips, (c) Pozidriv, (d) Torx, (e) Allen, (f) Robertson, (g) Tri-Wing, (h) Torq-Set, (i) Spanner

O parafuso é uma peça metálica ou feita de matéria dura (PVC, plástico, vidro, madeira, entre outros), em formato cônico ou cilíndrico, sulcada em espiral ao longo de sua face externa e com a sua base superior adaptada a diversas ferramentas de fixação (cabeça do parafuso), como chave de fenda ou demais modelos: Fenda cruzada (Phillips), Pozidriv, Torx, Allen, Robertson, Tri-Wing, Torq-Set e Spanner. Sua cabeça também pode ser quadrada ou sextavada para ser utilizada por chave de boca ou chave inglesa.
O parafuso tem por finalidade ser o elemento de fixação de duas ou mais superfícies, combinadas ou em junções diferentes, como a madeira, parede de alvenaria (neste caso com a utilização de bucha de fixação), chapas metálicas ou numa matriz de matéria pouco dura ou dura, podendo associar o uso de porcas ou através do efeito combinado de rotação e pressão (penetração por progressão retilínea) em um orifício destinado exclusivamente para recebê-lo, sulcado em sentido contrário ao espiral ou não.

## Mecanicamente
Mecanicamente o parafuso é um órgão que tem por fim transformar um movimento de rotação em torno do seu eixo num movimento de translação segundo esse eixo. O sistema parafuso é formado por duas peças que se moldam perfeitamente uma na outra: o parafuso propriamente dito, e a porca.

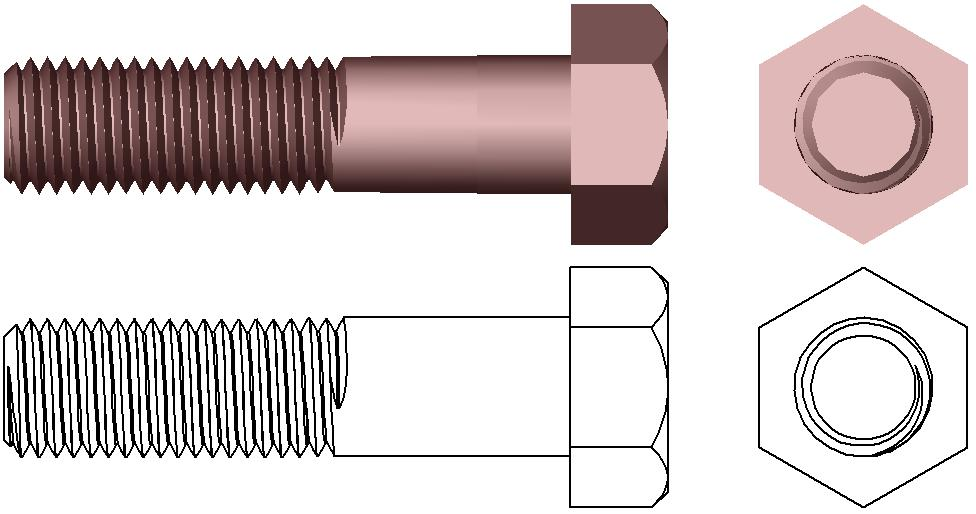
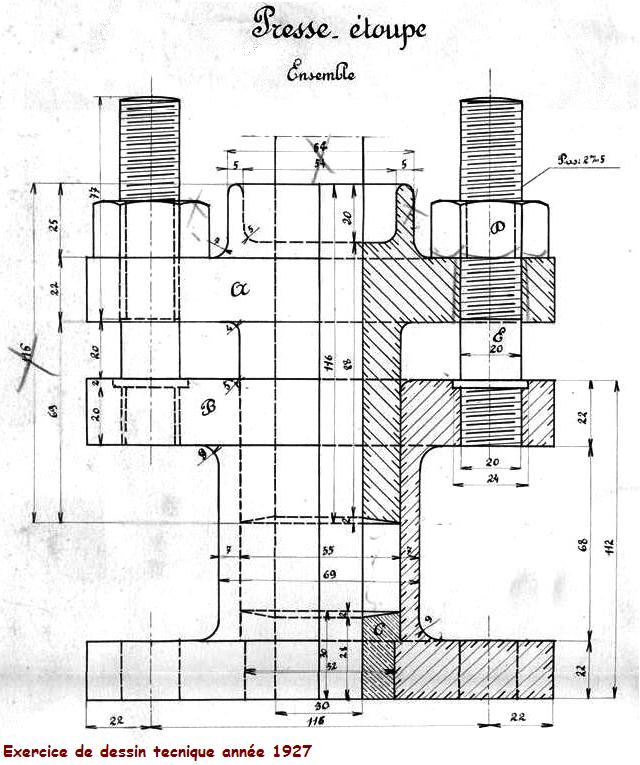

### Estrutura e aplicação
A função do parafuso como item de construção ou acessório de máquinas pode ser a de peça de ligação, de mecanismo cinemático como transformador de movimento ou como multiplicador de esforços. No primeira caso, isto é, como peça de ligação, o parafuso vem roscar-se na porca que pode ser uma das peças a ligar (ligação de peças de estrutura ou peças de máquinas). No caso de transformação de movimento, uma das peças, a porca ou o parafuso, é fixa, deslocando-se a outra, pelo movimento de rotação dado, numa trajectória rectilínea, o que é aproveitado para transmitir, então esse movimento ao ponto de aplicação; é o caso de abertura ou fecho de uma válvula de corrediça, do comando de alavancas, das prensas por parafusos, etc.
A redução dos esforços por intermédio de parafuso pode-se obter de forma igual se houver transformação de movimentos, como nos casos atrás apontados, ou por meio de uma jogo de engrenagens especiais: parafuso sem-fim e roda dentada, em que o movimento de rotação do parafuso é transmitido, desmultiplicado, ao veio da roda dentada, situado num plano perpendicular ao eixo do parafuso. Chama-se passo do parafuso a distância compreendida entre dois pontos consecutivos de um filete sobre a mesma geratriz do cilindro onde o filete está inscrito, medida sobre essa geratriz e que corresponde ao deslocamento do parafuso no sentido do eixo para uma rotação completa daquele.
Chama-se coroa da rosca a parte mais saliente do filete e fundo da rosca a parte mais reentrante; a distância entre estes dois pontos medidos num plano perpendicular ao eixo é a profundidade da rosca. No respeitante à forma do filete, ela pode ser triangular (a mais vulgar), trapezoidal, rectangular, (também chamada de fita) ou em meia-cana. O número de filetes do parafuso pode ser diferente de um se há necessidade de lhe dar um passo muito grande (muito avançado) e então ter-se-á parafusos de dois, três ou mais filetes, que se designam por parafusos de duas, três ou mais entradas, que correspondem ao número de posições que a porca pode tomar para começar a roscar-se no parafuso.
O filete ou filetes do parafuso e a respectiva porca podem ser enroladas no sentido dextrorso ou no sentido sinextrorso, os parafusos, dizem-se então, respectivamente, de rosca direita ou de rosca esquerda. O parafuso é formado por uma espiga que é a parte cilíndrica, na qual se abriu a rosca, e pela cabeça, situada normalmente numa das extremidades e geralmente também de maior secção que a espiga. Se a rosca não é aberta em todo o comprimento da espiga, diz-se então que o parafuso é de arreigada lisa; a arreigada pode ter uma secção diferente da circular, por exemplo quadrada, diz-se então o parafuso de arreigada quadrada (ou de forma da secção que tiver).
A cabeça pode apresentar diversas formas: quadrada, sextavada, de tremoço (ou esférica), contrapunçoada, cónica, ou de grampo, forma que as porcas também podem tomar, além de outras, como, por exemplo, a porca de orelhas, cuja forma é estabelecida para facilitar o seu aperto manual. O parafuso que para apertar uma peça é roscado em outra peça de conjunto; pode ter cabeça ou não ter, ficando então fixo na peça onde esta roscado e o aperto da peça a fixar é feito por meio de uma porca. Para evitar, naqueles parafusos sujeitos a vibrações, que se desapertem ou desenrosquem, empregam-se dispositivos especiais de fixação das porcas ou da cabeça do parafuso, como o emprego de anilhas de chapa, que se dobram contra uma da faces da porca; anilha de mola, anilha belleville, porcas com rasgos ou furos, por onde se introduz um troço, dupla porca, etc.

## História

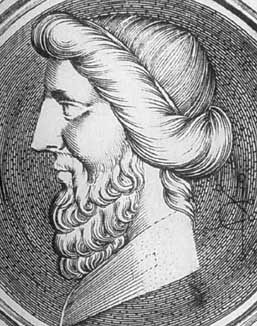
Archytas - O pai do parafuso

A origem do parafuso possui algumas versões e uma destas aponta como o inventor, o grego Arquitas de Tarento (ou Archytas de Tarentum) por volta de 400 a.C., quando desenvolveu o parafuso para ser utilizado em prensas para a extração de azeite da olivas, bem como, para a produção de vinho. Outra personalidade que desenvolveu aplicações científicas com o uso do parafuso foi Arquimedes, por volta de 250 a.C. , quando desenvolveu o princípio da rosca e utilizou-o para a construção de dispositivos para o transporte de água na irrigação. Porém, é de amplo conhecimento que os romanos utilizavam, e muito, o princípio de Arquimedes para a extração de minérios em suas minas, bem como, para pivôs em portas.
Algumas evidências apontam o parafuso como parte integrante de rústicos instrumentos cirúrgicos pelos anos de 79 a.C.. O parafuso já era descrito em livros do início do século XV e anos mais tarde, Johann Gutenberg já os utilizava em sua impressora.
Leonardo Da Vinci chegou a desenhar algumas máquinas para fabricar o parafuso, mas somente em 1568 essa máquina ganhou forma quando Jacques Besson, um matemático francês, desenvolveu tal equipamento. No final do século XVII, os parafusos já eram componentes comuns nas armas de fogo. O britânico Henry Maudslay patenteou o parafuso de fenda em 1797. Um dispositivo similar foi patenteado por David Wilkinson nos Estados Unidos no ano seguinte.

## Padronizações
Ao longo da história, o parafuso foi sempre a soluções de infindáveis problemas, mas também gerava outros, pois cada inventor, indústria e ferramenteiros, desenvolviam seus parafusos e estes, quando utilizados em outras localidades ou situações, apresentavam questões de problemas técnicos para falta de padrão. Como resultado destes contratempos, foi a criação de padrões, os quais garantiriam o intercâmbio dos parafusos, tornando universal sua aplicação. Estes padrões garantiram  a produção e o consumo em escala industrial dos parafusos. Após a elaboração destas normas e da especificação dos padrões dimensionais de roscas, foi necessária a criação de métodos para medição e garantia de qualidade, de acordo com tais determinações.
Com o fim de uniformizar a construção dos parafusos metálicos, foram propostos diversos sistemas de fios de rosca. Os sistemas mais empregados são o inglês ou whitworth, que é o mais antigo, pois foi adotado pela "Institution of Civil Engineers" em 1841, cujo filete tem o perfil de um triângulo isósceles com os ângulos arrendondados e o ângulo do vértice em 55°. Sistema Internacional (SI), de base métrica, adotado pelo Congresso Internacional de Zurique em 1898, em que o filete tem também o perfil de um triângulo com um ângulo ao vértice de 60°; o sistema sellers ou americano, em que o filete tem a mesma forma do SI, mas de dimensões em polegadas, como também é o sistema inglês. Outros sistemas são ainda empregados, embora com menor escala: o sistema francês, de onde derivou o sistema internacional; o sistema ACME, que é empregado na América e tem o filete de forma trapezoidal; o sistema de muir, usado em parafusos pequenos; o sistema de thury, usado em relojoaria; o sistema de Briggs, usado na América para tubos; e ainda o sistema de heilmann, polonceaux, etc.

## Tipos de parafusos
Listas de parafusos para aplicações específicas ou de fabricação diferenciada.
- Parafuso sem porca - Utilizado onde não há espaço para acomodar uma porca, sendo o parafuso acomodado em um furo.
- Parafuso com porca - Também chamado de parafuso passante. Utiliza-se da porca e arruelas para a fixação correta.
- Parafuso para pequenas montagens - Apresentam vários tipos de roscas e cabeças e são utilizados para metal, madeira e plásticos.
- Parafuso de chamada (também chamado de parafuso de reclamo) - O parafuso que serve para ajustar o retículo do óculo no objecto de mira, no óculo astronómico.
- Parafuso de pressão - Parafuso cujo fim é o aperto de uma peça ou objeto contra outro com força considerável devido à desmultiplicação do esforço que se consegue pelo parafuso.
- Parafuso diferencial - Parafuso tendo aberto no seu corpo duas roscas de passo diferente; o que faz quando o parafuso se move numa das porcas, que esteja fixa, deslocar a outra com uma amplitude de movimento diferente devido a desigualdade dos passos das roscas.
- Parafuso prisioneiro - Utilizado quando se necessita montar e desmontar parafuso sem porca a intervalos frequentes.
- Parafuso Allen - Chama-se assim devido ao nome do fabricante. É fabricado com aço de alta resistência à tração e submetido a um tratamento térmico após a conformação. Possui uma cavidade hexagonal de aperto na cabeça, que é geralmente cilíndrica e recartilhada, para a utilização da chave sextavava, ou chave Allen. No Brasil também é conhecido como parafuso Tellep, outro fabricante de parafusos. Seu nome correto, de acordo com a norma ABNT 10112:010 é parafuso de cabeça cilíndrica com sextavado interno.
- Parafuso de fundação farpado ou dentado - São feitos de aço ou ferro e são utilizados para prender máquinas ou equipamentos ao concreto ou à alvenaria. Têm a cabeça trapezoidal delgada e áspera que, envolvida pelo concreto, assegurando uma excelente fixação. Seu corpo é arredondado e com dentes, os quais têm a função de melhorar a aderência do parafuso ao concreto.
- Parafuso auto-atarraxante - Possui rosca de passo largo em um corpo cônico e é fabricado em aço temperado. Pode ter ponta ou não e, às vezes, possui entalhes longitudinais com a função de cortar a rosca à maneira de uma tarraxa. As cabeças têm formato redondo, em latão ou chanfradas e apresentam fendas simples ou em cruz (tipo Phillips). Esse tipo de parafuso elimina a necessidade de um furo roscado ou de uma porca, pois corta a rosca no material a que é preso.

### Básicos
Abaixo, uma relação dos tipos básicos de parafusos usualmente utilizados e seus materiais.
- Parafusos para paredes ocas - Os parafusos com asas de mosca e parafusos de expansão são usados para prender objetos leves, como quadros, em paredes ocas. As asas do parafuso com asas de mosca abrem dentro da parede por uma mola. Os parafusos de expansão são colocados numa bucha de expansão, que aumenta quando o parafuso é apertado.
- Parafuso para madeira - Esses parafusos são feitos de aço, mas também são encontrado em latão, níquel, bronze, para uso em ambiente com perigo de corrosão.
- Parafusos de rosca soberba  - Utilizados para chapas de metal ou para unir peças de metal.
- Parafusos de rosca soberba de cabeça redonda - Esses parafusos parcialmente auto-roscantes têm uma rosca mais fina e podem ser usados em metais macios ou duros.
- Parafusos para máquina - Parafusos para máquina não têm ponta e são usados para unir peças de metal. São normalmente feitos de aço ou latão e quando o ambiente propicia a oxidação, devem ter um banho de níquel, zinco, cádmio ou galvanizados.
- Parafusos de máquina - Esses parafusos têm a cabeça quadrada ou hexagonal e são fixados com uma chave de boca com porcas quadradas ou hexagonais.
- Parafuso sextavado - Para trabalhos leves, podem ser usadas buchas de chumbo, plástico ou fibra para fixar os parafusos, sendo estes, muito resistentes.
- Parafusos de fogão - Esses parafusos não são só para fogões; eles são bastante versáteis e podem ser usados para quase todos os serviços.
- Parafusos franceses - São usados principalmente na fabricação de móveis. Eles têm uma cabeça redonda com um colar quadrado e são fixados no lugar com uma porca e uma chave de fenda. O colar prende-se à madeira evitando que o parafuso gire quando a porca é apertada.
- Parafusos de alvenaria e buchas - Esses trabalham com o mesmo princípio do parafuso sextavado; uma bucha de plástico colocada no furo se expande quando o parafuso é apertado.

### Equipamento e sistemas
Equipamentos e sistemas idealizados sob a mecânica do parafuso.
- Parafuso de Arquimedes - ver artigo.
- Parafuso micrométrico - Aparelho para medir pequenos deslocamentos ou pequenos comprimentos;
- Parafuso sem-fim - Grupo de engrenagens formado por um parafuso e uma roda dentada com os seus eixos situados em planos ortogonais, isto é, o eixo do parafuso no plano da roda. O parafuso vem engrenar pelo seu filete nos dentes inclinados da roda e pelo seu movimento de rotação faz girar esta. Emprega-se na construção de máquinas.
- Parafuso-biela - Peça do maquinismo de inclinação nas peças de tiro rápido, cujos extremos estão articulados ao corpo do freio e ao seu suporte.

## Materiais
Os parafusos são feitos em uma larga gama de materiais, com muitas variedades de aço que são talvez os mais comuns. Onde é necessário resistência ao tempo e a corrosão , o aço inoxidável, o titânio , o bronze são os materiais mais utilizados. Alguns tipos de plástico, tais como o nylon ou Teflon, podem ser aplicados para uma sustentação que requer uma força moderada e grande resistência à corrosão ou isolação elétrica. Mesmo a porcelana e o vidro podem ser moldados as linhas de parafusos que são usadas nas aplicações tais como isoladores elétricos.
O mesmo tipo de parafuso pode ser feito em muitas classes diferentes do material. Para aplicações críticas de elevada tensão/força, onde os parafusos de baixa qualidade podem falhar, tendo por resultado danos ou ferimento. Nos parafusos SAE, um teste padrão distintivo do funcionamento é imprimido nas cabeças para permitir a inspeção e o validação da força do parafuso. Tais parafusos inferiores são um perigo à vida e à propriedade quando usados em aviões, automóveis, caminhões pesados, e aplicações críticas similares.

## Ferramental
A ferramenta para a manipulação de parafusos mais popular e usual é a chave de fenda, porém, são encontrados outros tipos de chaves, todas denominadas em função dos seus respectivos cabeçotes, num sistema de macho-fêmea, sendo a chave na condição do sistema macho e o cabeçote do parafuso o sistema fêmea ao possuir, em uma de suas extremidades, uma região destinada a receber o ferramental. Abaixo uma breve explicação dos principais cabeçotes e suas chaves:
- Chave de fenda: ver em chave de fenda.

- Chave de boca: ver em chave de boca.
- Chave inglesa: ver em chave inglesa.

- Chave phillips: A chave phillips tem em sua extremidade a condição de encaixe nos parafusos de cabeçote com duas fendas em formato do sinal positivo (+), ou seja, duas fendas transversais entre si. A denominação deste tipo de chave é em referência ao empresário americano Henry F. Phillips, fundador da empresa Companhia Parafuso Phillips e que patenteou o parafuso cruzeta com o seu nome.

- Chave de fenda cruzada: É a denominação correta da chave utilizada no parafuso com cabeça chamada "Phillips".

- Chave Pozidriv: É a chave utilizada nos parafusos Pozidriv ou SupaDriv. Muito semelhante aos parafusos phillips, tem em comum com este, a mesma empresa desenvolvedora do projeto e patente: a Companhia Parafuso Phillips. O nome deriva de uma abreviatura da palavra (em inglês) positive drive. A  diferença básica entre os parafusos pozidriv e phillips e na aplicação da chave. Enquanto a phillips tem a sua cabeça reta, o cabeçote dos parafusos pozidriv possuem uma depressão (ou cavidade) em seu centro para que a chave pozidriv não  deslize para fora da "fenda". Muitos acreditam ser a pozidriv uma versão melhorada da phillips.

- Chave Torx: ver em Torx.

- Chave Allen ou Chave Zeta: A chave Allen é a ferramenta para os parafusos com cabeçotes que possuem uma depressão (ou cavidade) sextavada em seu centro. A característica principal desta chave é que a mesma não possui punho e seu formato é em "L", além de um corpo em  formato de um tubo maciço hexagonal. Os primeiros registros deste tipo de parafuso aparecem entre as décadas de 1860 e 1890, através de várias patentes solicitadas em diversas localidades dos Estados Unidos. A fabricação somente foi iniciada nos primeiros anos da década de 1910.

- Chave Robertson: A chave Robertson (chamado também de chave de fenda da movimentação quadrada) é a ferramenta para os parafusos com cabeçotes que possuem uma depressão (ou cavidade) quadrada em seu centro. É uma chave de uso rápido, muito utilizado na indústria automobilística, pois o próprio Henry Ford autorizou sua utilização em suas fábricas no Canadá. Os parafusos tipo Robertson são muito comuns no Canadá porque seu idealizador foi o canadense Peter Lymburner Robertson (P. L. Robertson), que patenteou este tipo de parafuso em 1909 (ele inventou um ano antes, em 1908) e recebeu a patente americana em 1911.

- Chave Tri-wing: É a chave para os parafusos Tri-wing (às vezes chamado de parafuso entalhado triangular ou o parafuso com três "asas" ). Muito utilizado em equipamentos eletrônicos, possui, em seu cabeçote, um pequeno buraco triangular ao centro e três entalhes radiais (vazados) saindo de cada lado deste triângulo, lembrando muito três asas. Sua utilização em equipamentos eletrônicos, como consoles de video-games, telefones ou similares, deve-se a dificuldade de encontrar-se a sua respectiva chave no comércio especializado e assim, os fabricantes mantém a integridade do produto dentro da garantia ou forçando o cliente a leva-los em uma assistência técnica.

- Chave Torq-set: É a chave para os parafusos Torq-set. O parafuso, em seu cabeçote, possui uma cavidade cruciforme, porém, com quatro braços não alinhados, obtendo uma leve semelhança com os do tipo fenda cruzada. Este tipo de parafuso é utilizado na indústria aeronáutica.

- Chave Spanner: É a chave para os parafusos Spanner. O parafuso, em seu cabeçote, possui dois furos redondos e foi  projetado para evitar adulterações, sendo utilizado na indústria de elevadores e também nas estruturas do metro londrino.

## Galeria de imagens

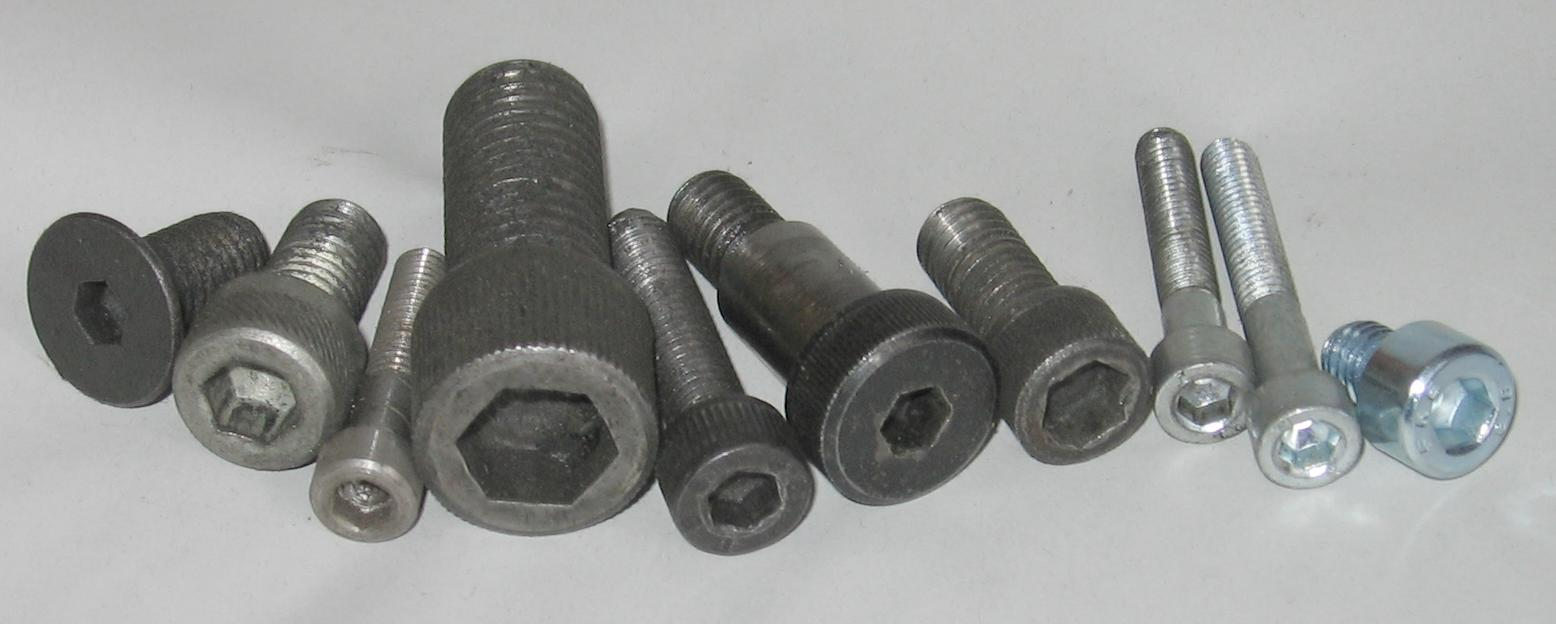
Parafusos para chaves Allen
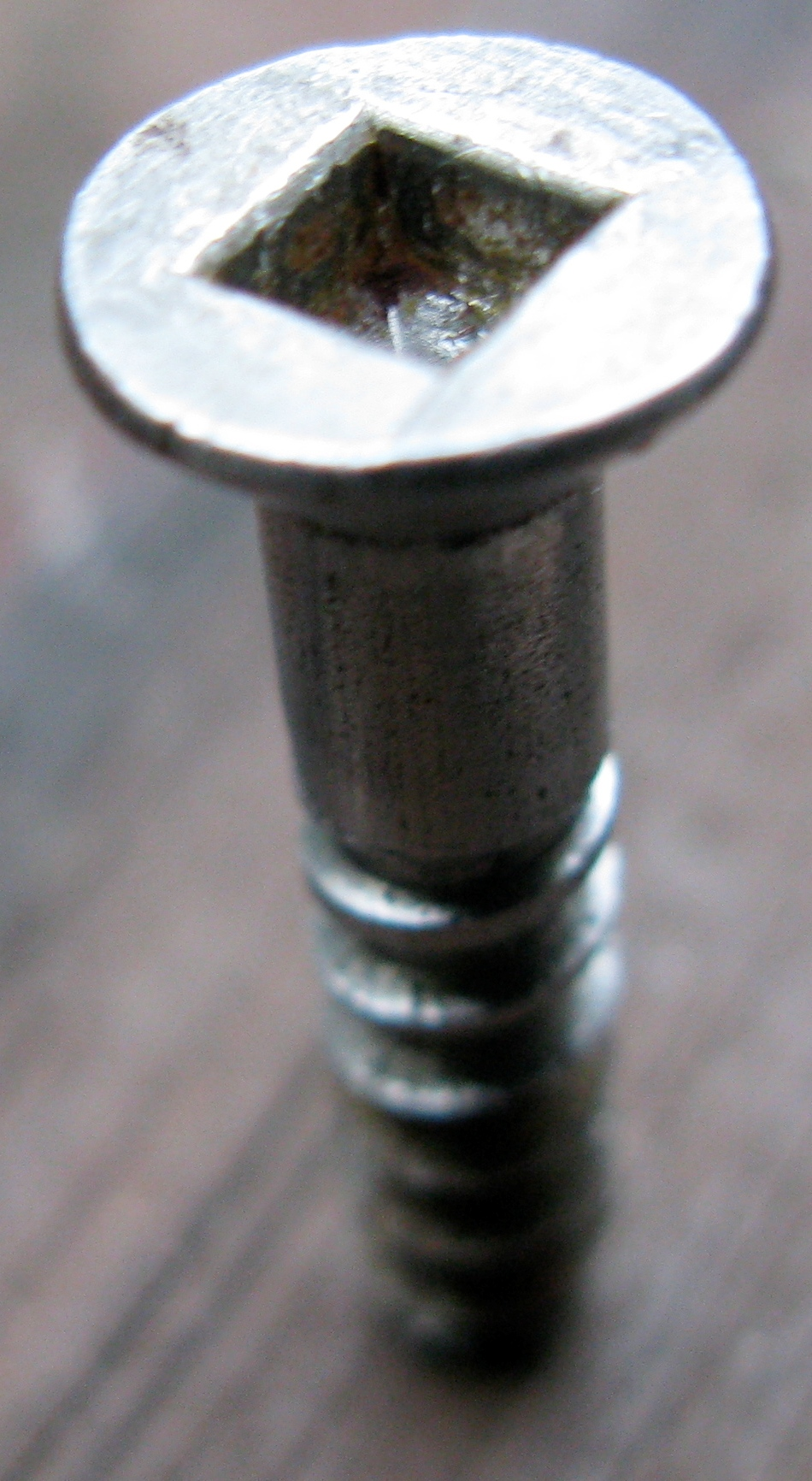
Parafusos Robertson
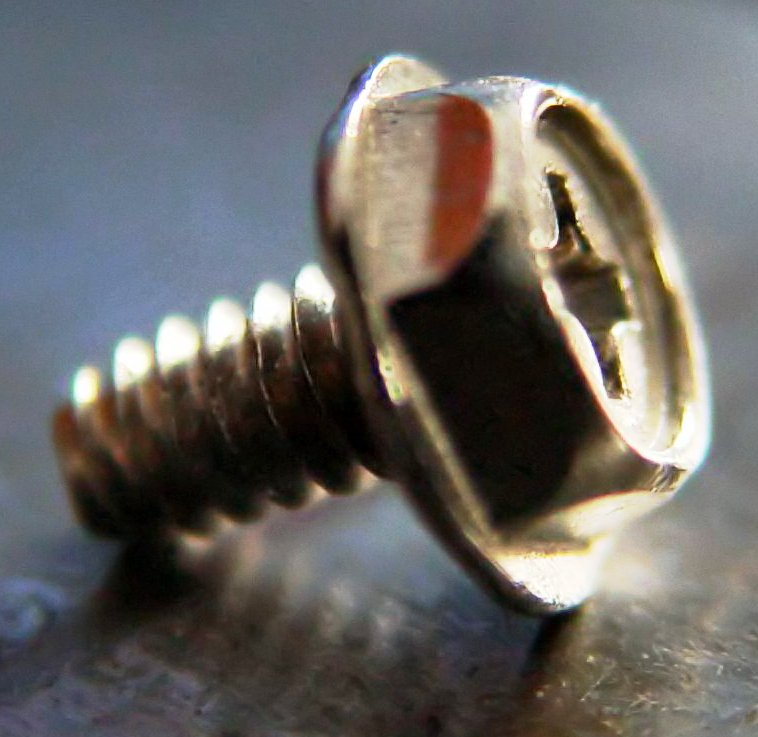
Parafuso phillips usado em computadores
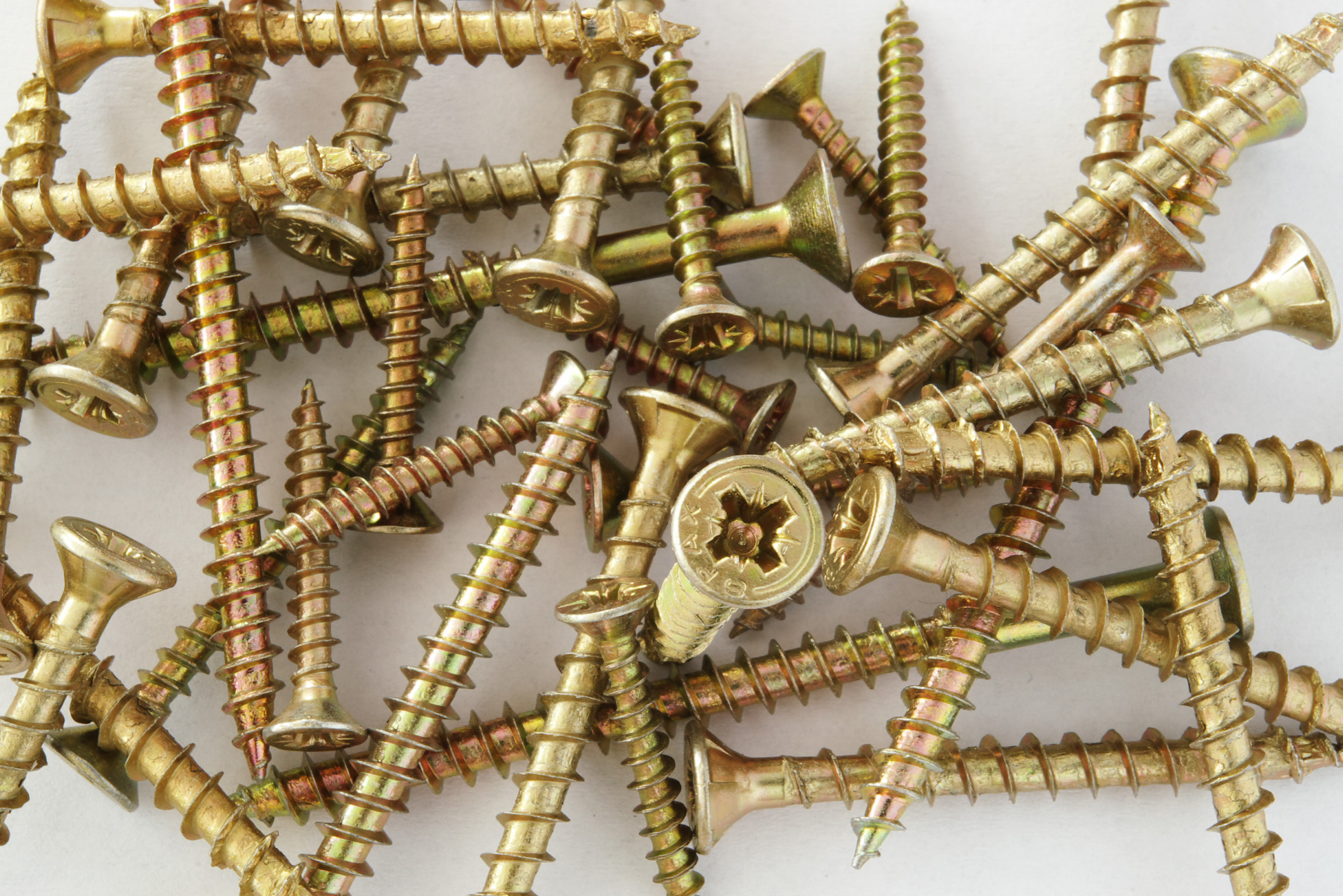
Parafusos Pozidriv
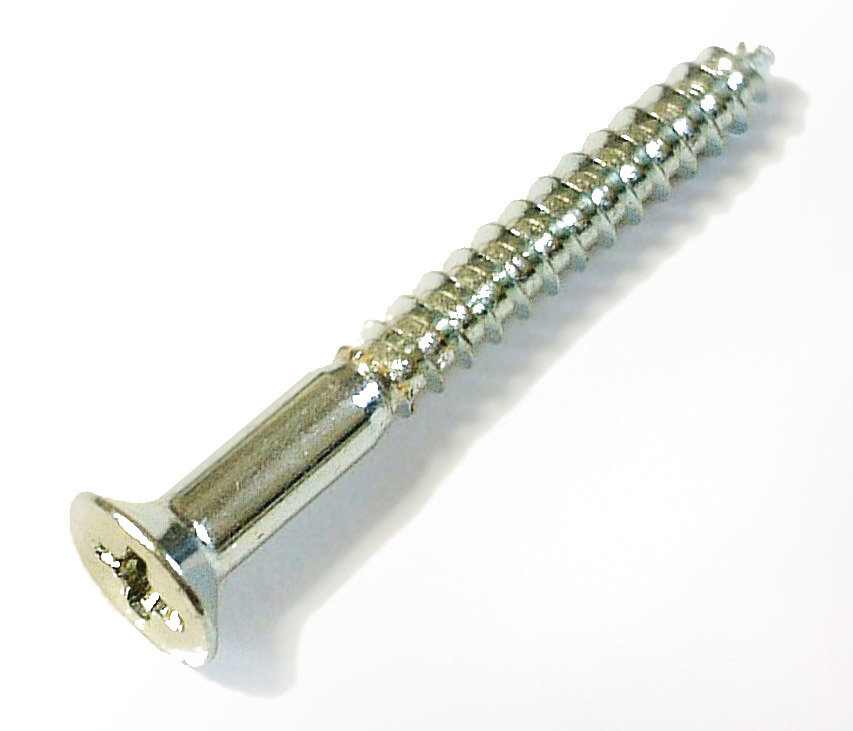
Parafuso para madeira
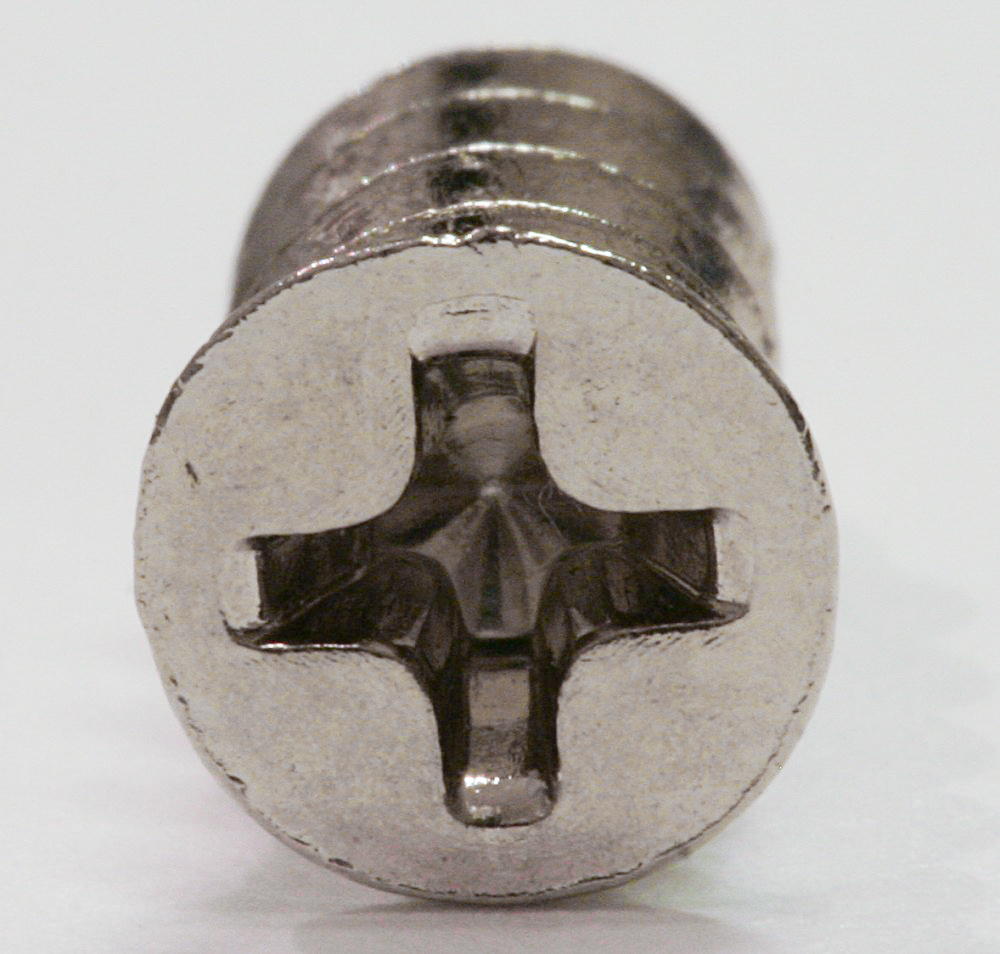
Parafusos Phillips

## Fabricantes
Existem diversas empresas fabricantes e distribuidoras dos mais diferentes tipos de parafusos no mundo todo. Os fabricantes principais no mercado América do Sul são Grupo Hard, Walsywa, Âncora, Ciser e outros.

## Calculo do tamanho do parafuso
Para dimensionar um parafuso, devemos realizar a seguinte análise, verificar se o parafuso possui porca ou não, pois isso impactará na formula a ser utilizada em seu cálculo.
quando o parafuso não possui porca, ou seja, uma das peças contém a rosca, seguiremos com a seguinte formula:
{\displaystyle L=h+1,5d} ,
Sendo:
{\displaystyle h} é a espessura da chapa mais a espessura da arruela, quando houver, e {\displaystyle d} é o diâmetro do parafuso.
já para casos de parafusos com porca, devemos utilizar a seguinte formula:
{\displaystyle L=l+H+3*p}
sendo:
{\displaystyle l} compreende a espessura placas a serem unidas, inclusive com as arruelas, se houverem; {\displaystyle H} é a altura da porca hexagonal; {\displaystyle p} passo do parafusoBudynas G, RICHARD, RICHARD. Budynas G, RICHARD. Elementos de máquina de Shigley, 10ed, Capítulo 8. [S.l.]: bookman</ref>
Após realizado o cálculo do tamanho do parafuso, devemos entender e analisar o comprimento encontrado. Sempre entendendo que os parafusos que temos disponíveis no mercado para utilização em sua grande maioria são multiplos de cinco, de tal forma que o valor a ser utilizado também deve ser de um parafuso comercial. Exemplo: caso no cálculo do parafuso, sendo ele com porca ou sem porca, o valor encontrado não seja de um comprimento comercial, como 66mm, devemos ajustar o tamanho para um comprimento que possamos encontrar no mercado, de tal forma que seu comprimento sejá de 65mm ou 70mm. Nesse caso utilizariamos 65mm de comprimento devido à redução de custo no projeto. O mesmo caso ocrre para comprimentos com valores não arredondados, com 65,8mm, no qual usariamos 65mm.
O próximo passa para escolher o parafuso, é calcular a rigidez do parafuso (Kb), que tem sua formula definida como:
Kb= {\displaystyle (At*Ad*E)/(At*ld+Ad*lt)}
At= Área de tensão de tração At
Ad= área do parafuso
E= módulo de elasticidade
ld = L- Lt
lt = l-ld
Após o calculo da rigidez do parafuso, devemos calcular a rigidez da junta (km). Para o cálulo de km, deve-se analisar se a chapa é composta pelo mesmo material, ou por materiais diferentes, pois isso impactará na formula a ser utilizada.
Quando a chapa é composta por materiais diferentes, devemos utilizar o seguinte método para o calculo:
Dividiremos no tronco em três parte, sendo a primeira com altura até a metade do comprimento da chapa. O segundo tronco de cone, terá sua altura definida como l (comprimento total) - l1 (tamanho de cone 1). Para o calculo do terceiro cone, seguiremos com a media total (l) menos a medida já utilizada (l1 + l2).
Após o cálculo da rigidez da junta e do parafuso, podemos calcular a fração externa P carregada pelo parafuso, essa fração é representada pela letra C.
C = {\displaystyle Kb/(Kb+km)} 